# Conostylis caricina
Conostylis caricina là một loài thực vật có hoa trong họ Huyết bì thảo. Loài này được Lindl. mô tả khoa học đầu tiên năm 1839.